# Chad Michael Murray
Chad Michael Murray (Buffalo, Nueva York, 24 de agosto de 1981) es un actor y exmodelo estadounidense. Es conocido por el personaje Lucas Scott de la serie de drama juvenil One Tree Hill de The CW, además de sus actuaciones en A Cinderella Story, Gilmore Girls, Freaky Friday y La casa de cera. Era muy popular entre los jóvenes y adolescentes, ha posado para varias portadas de revistas, incluyendo Rolling Stone, People, Vanity Fair y Entertainment Weekly.

## Inicios

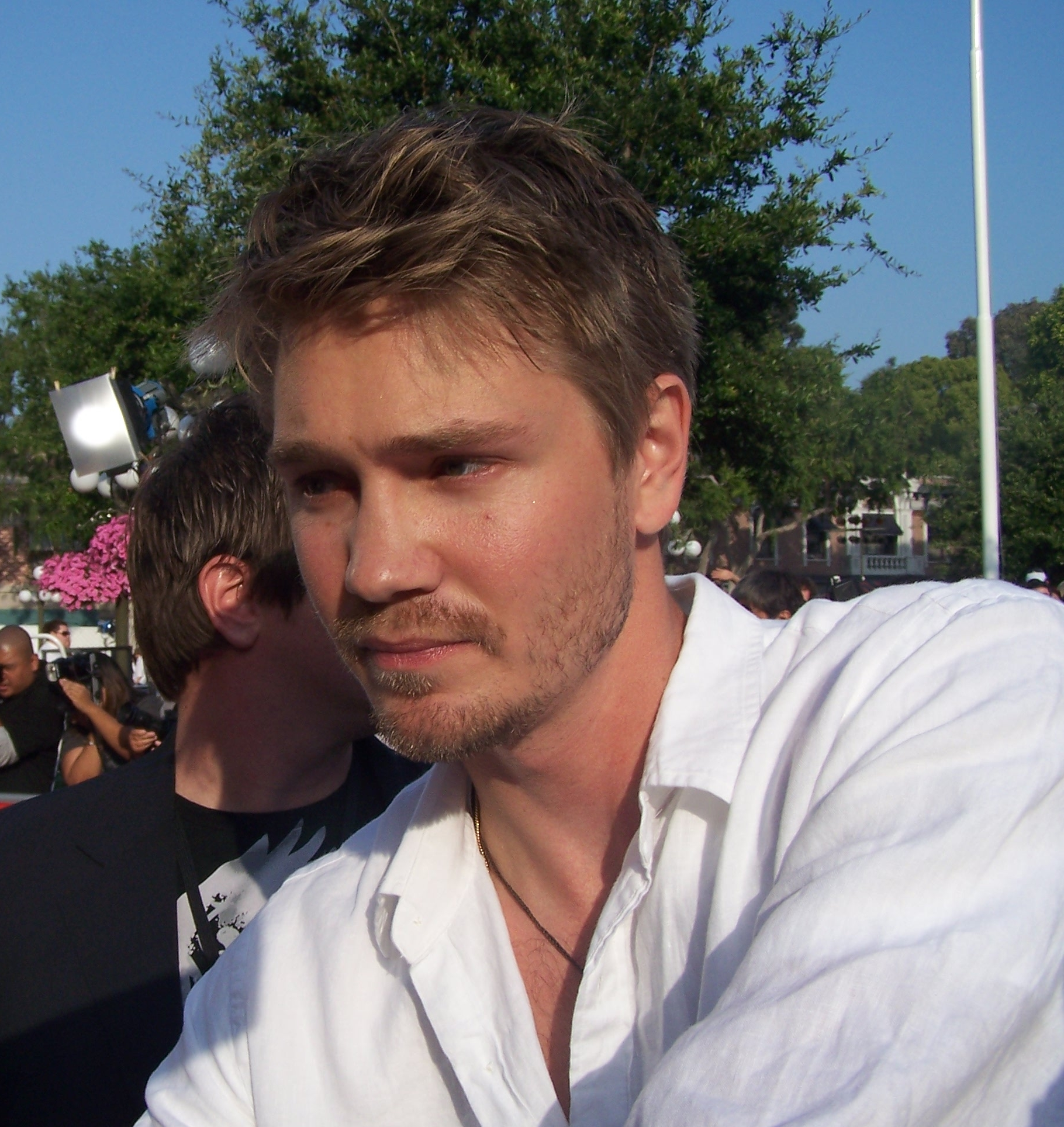
Durante la premier de Piratas del Caribe en 2007.

Murray nació en Buffalo, Nueva York. Es hijo de Rex Murray, un controlador de tráfico aéreo, y fue abandonado por su madre a muy temprana edad. Sus problemas de abandono fueron las principales razones que materializó en el personaje Lucas Scott.
Murray asistió a Clarence High School, en Clarence, Nueva York. Se convirtió en un fanático de la literatura, y estuvo muy involucrado en el football. En su adolescencia, se rompió su nariz. Esto llevó a algunos a reporteros a decir que se habría realizado una rinoplastia. Murray aclaró en una entrevista en 2004: "Tres tipos me asaltaron en un Burger King cuando tenía dieciocho años y me dejaron la nariz hecha pedazos. ¿Qué demonios iba a hacer yo? Los doctores ni siquiera se molestaron en hacerme rayos-X. Me la acomodaron, pero no fue una operación estética. ¡Me molesta que la gente diga que me arreglé la nariz!"

## Carrera
En 1999, Murray se dirigió a Hollywood en donde modeló para clientes como Skechers, Tommy Hilfiger y Gucci.
Murray apareció muchas veces como estrella-invitada en televisión, incluyendo un episodio de Diagnosis: Murder y un episodio de CSI: Crime Scene Investigation. En 1999, Murray fue elegido para el papel de Tristan Dugray en Gilmore Girls; en la primera temporada el personaje era uno de los principales, pero desde la segunda temporada se convirtió en un personaje recurrente solamente. Entonces, Murray apareció en muchas películas para la televisión, como lo son Aftermath y Murphy's Dozen. Ese mismo año, interpretó a Charlie Todd en la exitosa serie de televisión Dawson's Creek.
En 2003, Murray apareció en la película Freaky Friday de Walt Disney Pictures junto a Lindsay Lohan y Jamie Lee Curtis. La película fue un éxito de taquilla, recaudando un total de $110,222,438 en los Estados Unidos solamente. Las críticas fueron mayormente positivas en sus reseñas, y obtuvo una nota "B" en Yahoo! Movies y una "Certificación como Fresca" de 88% en el índice de aprobación de Rotten Tomatoes. Murray también apareció en la película para televisión The Lone Ranger en donde personificó a Luke Hartman.
En el 2003, inicialmente se le había ofrecido, un papel secundario en la serie de Josh Schwartz The O.C., pero lo rechazó para poder actuar en otra serie. Ese año más tarde, Murray obtuvo el papel de Lucas Scott en la exitosa serie One Tree Hill de WB. La serie rápidamente se convirtió en el mayor éxito del canal con más de 4.50 millones de espectadores en el final de su primera temporada. La serie fue la más exitosa y vista de WB desde su primera emisión en 2003 y continuó obteniendo altas sintonías para CW. Con la serie Murray ganó numerosos premios, incluyendo dos Teen Choice Awards, y a una serie de libros que tuvo éxito entre los críticos que elogiaron el desempeño de los emitidos y las historias originales. Después de Murray se hizo famoso general y en los medios. Él y sus coprotagonistas de One Tree Hill eran rostros oficiales de MasterCard y K-Mart. Además, ellos recomendaban Cingular Wireless y Chevy Cobalt.
Tras protagonizar One Tree Hill en 2003, Murray ha aparecido en varias portadas de revistas exitosas como lo son Rolling Stone y People. El mismo año, él fue elegido como uno de los "Chicos Más Sexies de la TV" en la revista People.
En 2004, Murray protagonizó la comedia romántica A Cinderella Story con Hilary Duff. Aunque la mayoría de los comentarios fueron negativos, la película tuvo éxito moderado en la taquilla, y la crítica quedó impresionada con la actuación de Duff. A Cinderella Story generó $70.1 millones alrededor del mundo. La película lo llevó a ser nominado en varias categorías de los Teen Choice Awards de 2006, ganando varias de ellas. Ese año, Murray fue nombrado uno de los "Hombres Más Sexies" por la revista People y apareció en la portada de la revista.[cita requerida]
En 2005, Murray protagonizó La Casa de Cera. La película recaudó $12 millones en su primer día. Aunque la mayoría de los críticos dio comentarios negativos, La Casa de Cera ganó más de $68,766,121 a nivel mundial. La película llevó a Murray a recibir muchos premios en los Teen Choice Awards 2006, ganando incluso la categoría "Mejor Actor de Película: Acción/Aventura/Thriller".[cita requerida]
En mayo de 2009, CW anunció que Murray no regresaría a la séptima temporada de One Tree Hill. Fue grabado un video en el que Murray contaba a sus fanes el por qué no regresaba a la serie, y el motivo es porque ellos querían ahorrar dinero. Sin embargo, Mark Schwann dijo en una entrevista que a él se le habían ofrecido "grandes cosas" para que regresara a la serie.
En 2010, Murray personificó a un enamorado de Alicia Keys en su video musical para "Un-Thinkable (I'm Ready)". Murray protagonizó un film llamado Christmas Cupid con Ashley Benson y Christina Milian. Esta es una película original de ABC Family y es "acerca de una niña en estado de coma, que en Navidad visita su pasado, presente y futuro".
En 2011, Murray cambió oficialmente su nombre profesional a Chad Murray, dejando su segundo nombre, Michael, para perseguir una carrera de actuación más madura, pero todavía sigue usándolo personalmente en ocasiones. En 2011 se hizo pública la noticia que volvería a One Tree Hill para personificar al querido personaje de Lucas Luke Scott.
En el año 2019 tuvo un papel antagónico en la serie para adolescentes Riverdale de The CW, una adaptación más melodramática y cínica del cómic Archie, interpretando al personaje de Edgar Evernever.

## Vida personal
Murray se casó con Sophia Bush, coestrella de One Tree Hill, el 16 de abril de 2005 después de casi dos años de noviazgo. Cinco meses después de la boda, Bush solicitó los papeles de divorcio para anular su matrimonio. Después de que la anulación finalizó, Murray comenzó a salir con Kenzie Dalton, una exanimadora extra en One Tree Hill y la primera finalista de Miss North Carolina Teen USA 2005.
 En 2014 se casó con Sarah Roemer, con la que tiene tres hijos, un niño nacido en 2015 y dos niñas nacidas en 2017 y 2023.

## Filmografía

### Cine
| Año  | Título                                           | Rol                     | Notas                            |
| ---- | ------------------------------------------------ | ----------------------- | -------------------------------- |
| 2001 | Megiddo: The Omega Code 2                        | David Alexander (joven) |                                  |
| 2003 | Freaky Friday                                    | Jake                    |                                  |
| 2004 | A Cinderella Story                               | Austin Ames             |                                  |
| 2005 | House of Wax                                     | Nick Jones              |                                  |
| 2006 | Home of the Brave                                | Jordan Owens            |                                  |
| 2011 | The Carrier                                      | Thatcher                | Cortometraje                     |
| 2012 | To Write Love on Her Arms                        | Jamie Tworkowski        |                                  |
| 2012 | First Kiss                                       | Él mismo                | Cortometraje (para Funny or Die) |
| 2013 | The Haunting in Connecticut 2: Ghosts of Georgia | Andy Wyrick             |                                  |
| 2013 | Fruitvale Station                                | Officer Ingram          |                                  |
| 2013 | Cavemen                                          | Jay                     |                                  |
| 2013 | A Madea Christmas                                | Tanner McCoy            |                                  |
| 2014 | Left Behind                                      | Cameron «Buck» Williams |                                  |
| 2015 | Other People's Children                          | P.K.                    |                                  |
| 2016 | Outlaws and Angels                               | Henry                   |                                  |
| 2018 | Camp Cold Brook                                  | Jack                    |                                  |
| 2019 | Max Winslow and the House of Secrets             | Atticus Virtue          |                                  |
| 2020 | Survive the Night                                | Rich Clark              |                                  |
| 2020 | Too Close for Christmas                          | Paul Barnett            |                                  |
| 2021 | Ted Bundy: American Boogeyman                    | Ted Bundy               |                                  |
| 2021 | Survive the Game                                 | Eric                    |                                  |
| 2021 | Colors of Love                                   | Joel Sheehan            |                                  |
| 2021 | Fortress                                         | Frederick Balzary       |                                  |
| 2022 | Fortress: Sniper's Eye                           | Frederick Balzary       |                                  |
| 2023 | Christmas on Windmill Way                        | Brady Schaltz           |                                  |
| 2024 | Mother of the Bride                              | Lucas                   |                                  |
| 2024 | The Merry Gentlemen                              | Luke                    |                                  |
| 2025 | Freakier Friday                                  | Jake                    |                                  |

### Televisión
| Año       | Título                         | Rol                                 | Notas                                                                                                |
| --------- | ------------------------------ | ----------------------------------- | --- |
| 2000      | Undressed                      | Dan                                 | Episodio: «Scared Stiffy»                                                                            |
| 2000      | Diagnosis: Murder              | Ray Santucci                        | Episodio: «The Cradle Will Rock»                                                                     |
| 2000–2001 | Gilmore Girls                  | Tristin DuGray                      | Papel recurrente (temporadas 1–2); 11 episodios                                                      |
| 2001–2002 | Dawson's Creek                 | Charlie Todd                        | Papel recurrente (temporada 5); 12 episodios                                                         |
| 2002      | CSI: Crime Scene Investigation | Tom Haviland                        | Episodio: «The Accused Is Entitled»                                                                  |
| 2003      | Aftermath: A Long Way Home     | Sean                                | Película de televisión                                                                               |
| 2003      | The Lone Ranger                | Luke Hartman / El Llanero Solitario | Película de televisión                                                                               |
| 2003–2012 | One Tree Hill                  | Lucas Scott                         | Protagonista (temporadas 1–6); 131 episodios Invitado especial (episodio: «Last Known Surroundings») |
| 2010      | Lies in Plain Sight            | Ethan McAllister                    | Película de televisión                                                                               |
| 2010      | Christmas Cupid                | Patrick Kerns                       | Película de televisión                                                                               |
| 2012      | Scruples                       | Spider Elliott                      | Episodio piloto no emitido                                                                           |
| 2013      | Southland                      | Dave Mendoza                        | Invitado especial; 2 episodios                                                                       |
| 2013–2014 | Chosen                         | Jacob Orr                           | Protagonista (temporadas 2–3); 12 episodios                                                          |
| 2015      | Texas Rising                   | Mirabeau Lamar                      | Protagonista (miniserie)                                                                             |
| 2015      | Scream Queens                  | Brad Radwell                        | Invitado especial; episodio: «Thanksgiving»                                                          |
| 2015–2016 | Agent Carter                   | Jack Thompson                       | Elenco principal; 14 episodios                                                                       |
| 2017      | Sun Records                    | Sam Phillips                        | Papel principal; 8 episodios                                                                         |
| 2018      | The Beach House                | Brett Beauchamps                    | Película de televisión                                                                               |
| 2018      | Road to Christmas              | Danny Wise                          | Película de televisión                                                                               |
| 2018–2019 | Star                           | Xander McPherson                    | Personaje recurrente; 8 episodios                                                                    |
| 2019      | Riverdale                      | Edgar Evernever                     | Papel recurrente (temporada 3); 9 episodios                                                          |
| 2019      | Write Before Christmas         | Luke Miller                         | Película de televisión                                                                               |
| 2020      | Love in Winterland             | Brett Hollister                     | Película de televisión                                                                               |
| 2021      | Sand Dollar Cove               | Brody Bradshaw                      | Película de televisión                                                                               |
| 2021      | Toying With the Holidays       | Kevin Vaughn                        | Película de televisión                                                                               |
| 2021      | Angel falls Christmas          | Gabriel «Gabe»                      | Película de televisión                                                                               |
| 2022      | Christmas on Windmill Way      | Brady Schaltz                       | Película de televisión                                                                               |
| 2023–2024 | Sullivan's Crossing            | Cal Jones                           | Elenco principal                                                                                     |

## Premios
| Año  | Premio             | Categoría                                | Resultado | Film                                                           |
| ---- | ------------------ | ---------------------------------------- | --------- | -------------------------------------------------------------- |
| 2004 | Teen Choice Awards | Cine - Mejor Actor Drama/Acción Aventura | Nominado  | One Tree Hill                                                  |
| 2004 | Teen Choice Awards | Mejor Actor                              | Nominado  | One Tree Hill                                                  |
| 2004 | Teen Choice Awards | Mejor Actor                              | Ganador   | A Cinderella Story                                             |
| 2005 | Teen Choice Awards | Química en TV                            | Nominado  | One Tree Hill (compartido con James Lafferty)                  |
| 2005 | Teen Choice Awards | Mejor Actuación Dramática                | Nominado  | One Tree Hill                                                  |
| 2005 | Teen Choice Awards | Mejor Película                           | Nominado  | House of Wax (compartido con Elisha Cuthbert y Brian Van Holt) |
| 2005 | Teen Choice Awards | Escena de Amor                           | Nominado  | A Cinderella Story (compartido con Hilary Duff)                |
| 2005 | Teen Choice Awards | Mejor Liplock                            | Nominado  | A Cinderella Story (compartido con Hilary Duff)                |
| 2005 | Teen Choice Awards | Química en la Película                   | Nominado  | A Cinderella Story (compartido con Hilary Duff)                |
| 2005 | Teen Choice Awards | Cine - Mejor Actor Drama/Acción Aventura | Ganador   | House of Wax                                                   |
| 2006 | Teen Choice Awards | Cine - Mejor Actor Drama/Acción Aventura | Nominado  | One Tree Hill                                                  |
| 2006 | Prism Awards       | Mejor Actor Dramático                    | Nominado  | One Tree Hill                                                  |
| 2008 | Teen Choice Awards | Mejor Actor Dramático                    | Ganador   | One Tree Hill                                                  |